# Cerco de Bagdá (812–813)
O cerco de Bagdá (português brasileiro) ou cerco de Bagdade (português europeu) foi um conflito da guerra civil entre os irmãos Alamim e Almamune pelo controle do Califado Abássida. O cerco durou de agosto de 812 até setembro de 813. Atabari descreveu a operação com grande nível de detalhes em sua famosa obra Tarikh Atabari ("História dos Profeta e Reis").

## Batalhas iniciais a caminho de Bagdá
Após a derrota do exército do califa Alamim na Batalha de Rei e a morte de seu comandante Ali ibne Issa ibne Maane, os exércitos de Alamim bateram em retirada em direção ao oeste, do Irã até o Iraque e de volta à base principal em Bagdá. O general do futuro califa Almamune, Tair ibne Huceine, o vencedor da Batalha de Rei, decidiu perseguir o exército em retirada. Porém, reforços de Bagdá chegaram sob a liderança de Abderramão ibne Jabala. Abderramão decidiu se fortificar atrás das muralhas e portões de Hamadã, mas mudou de ideia quando as forças de Tair chegaram perto da cidade, saindo então para encontrá-las frontalmente. Por duas vezes Abderramão foi repelido de volta para a cidade. Tair então começou um bloqueio da cidade e as forças de Abderramão devolveram com chuvas de flechas e rochas de dentro das muralhas. Eventualmente Abderramão foi obrigado a sair da cidade por causa do ressentimento provocado por suas forças na população local, que foi rapidamente privada de todos os seus suprimentos.
Tair, percebendo que o exército inimigo havia deixado a cidade decidiu não perder mais tempo em Hamadã e marchou para oeste em direção a Bagdá. A caminho, ele teve que atravessar um passo de montanha chamado Asadabade, onde suas forças foram pegas de surpresa numa emboscada armada por Abderramão. Graças à boa disciplina da infantaria de Tair, eles foram capazes de repelir os atacantes até que a cavalaria estivesse pronta para revidar. Na confusão que se seguir, Abderramão foi desmontado, morto e seu exército, derrotado.
Após uma curta espera, Tair começou novamente sua marcha para Bagdá. As notícias das derrotas de Ali ibne Issa ibne Maane e agora de Abderramão ibne Jabala chegaram ao califa Alamim e o deixaram bastante preocupado. Para o povo da cidade, Tair parecia invencível. Mesmo assim, o povo em Avaz sob a liderança de Maomé ibne Iázide al-Mualabi conseguiram armar uma feroz resistência ao avanço do exército de Tair, mas também foi derrotado. Logo em seguida, o exército invasor alcançou os portões de Bagdá e, no horário combinado, seus reforços chegaram sob o comando de Hartama ibne Aiane.

## O cerco
O cerco não tem paralelos nas guerras da época. Embora a cidade estivesse rodeada de muralhas, a maior parte da população vivia nos subúrbios por fora dela. O cerco foi, portanto, não um ataque a um perímetro fortificado, mas um luta urbana, uma invasão de casa em casa e também de fortificações improvisadas. O resultado foi bastante destrutivo principalmente para a população civil. Logo no início, Tair ordenou os outros comandantes (Zuair ibne al-Musaiabe al-Dabi e Hartama ibne Aiane) que armassem seus campos em Cácer Racate Caluada (Qasr Raqqat Kalwadha) e Nar Bine (Nahr Bin) respectivamente, enquanto ele se aquartelou no Portão Ambar. Os comandantes então começaram a construir armas de cerco e manganelas, além de cavarem as trincheiras. Ambos os lados usaram armas de cerco. A certo ponto da luta, um general de Alamim conhecido como al-Samarcandi se utilizou de barcos para transportar suas manganelas pelo Tigre e com elas bombardear os subúrbios de Bagdá, causando mais danos à população civil do que ao exército inimigo. Durante a batalha, houve diversos combates ferozes, como o que aconteceu no palácio de Alamim em Qasr Halih e os combates em Darb al-Hijarah e no Portão al-Shammasiyyah. Nos estágios finais do cerco, tropas irregulares vieram apoiar Alamim.
Conforme a situação piorava e Tair avançava pela cidade, Alamim tentou negociar um salvo-conduto para sair da cidade. O general invasor concordou, relutantemente, sob a condição de que o califa deposto deixasse pra trás seu cetro, selo e demais regalias do califado. Alamim, não querendo se separar delas, tentou escapar de barco. Tair percebeu e enviou seus homens para capturá-lo. Alamim foi preso e levado para uma sala, onde foi executado e teve a sua cabeça foi colocada no Portão Ambar. Atabari cita uma carta de Tair a Almamune (agora califa) informando-o da captura e execução de seu irmão, e também da situação em Bagdá.

## Resultado
O resultado final do cerco foi que Almamune se tornou o novo califa abássida. Ainda assim, ele não chegaria em Bagdá antes de 819 por causa da destruição na cidade e dos constantes distúrbios na cidade.